# Tomas Tranströmer
Tomas Gösta Tranströmer (švedsko:  [ˈtumas ˈjœsta ˈtraːnˌstrømər]), švedski pesnik, psiholog in prevajalec, nobelovec, * 15. april 1931, † 26. marec 2015.
Njegove pesmi so ujele dolge švedske zime, dih letnih časov in otipljivo, zračno lepoto narave. Za Tranströmerjevo delo je značilno tudi skrivnostno vzdušje, ki ga spremlja čudenje nad temelji vsakodnevnega življenja, kar njegovi poeziji pogosto daje versko razsežnost. Opisovali so ga kot pesnika kristjana.
Tranströmer je cenjen kot eden najpomembnejših skandinavskih književnikov po drugi svetovni vojni. Kritiki so pohvalili dostopnost njegove poezije, tudi v prevodu. Prevedli so jo v več kot 60 jezikov, med drugim tudi v slovenščino. Leta 1990 je prejel Mednarodno nagrado Neustadta za književnost in leta 2011 Nobelovo nagrado za književnost.

## Seznam del
Pesniške zbirke
- 17 Pesmi (17 dikter), Bonniers, 1954
- Skrivnosti na poti (Hemligheter på vägen), Bonnier, 1958(COBISS)
- Napol dokončana nebesa (Den halvfärdiga himlen), Bonnier, 1962 (COBISS)
- Zvonovi in skladbe (Klanger och spår), Bonnier, 1966
- Pogled v temo (Mörkerseende), Författarförlaget, 1970
- Poti (Stigar), Författarförlaget, 1973, ISBN 978-91-7054-110-0
- Baltik (Östersjöar), Bonnier, 1974
- Pregrada resnice (Sanningsbarriären), Bonnier, 1978, ISBN 978-91-0-043684-1
- Divji Trg (Det vilda torget) Bonnier, 1983, ISBN 978-91-0-046048-8
- Za Žive in mrtve (För levande och döda), Bonnier, 1989
- Žalobna gondola (Sorgegondolen), Bonnier, 1996, ISBN 978-91-0-056232-8
- Zapor (Fängelse), Izdaja Edda, 2001 (od leta 1959), ISBN 978-91-89352-10-0
- Velika uganka (Den stora gåtan), Bonnier, 2004, ISBN 978-91-0-010310-1

Drugo
- Spomini, poglejte me (Minnena ser mig), Bonnier, 1993, memoar v prozi ISBN 978-91-0-055716-4
- Air Mail: Brev 1964-1990, Bonnier, 2001, korespondenca z Robert Bly ISBN 978-91-0-057384-3
- Galleriet: Odselv v Vecka nr.II (2007), umetnikova knjiga  Modhira Ahmeda

## Nagrade in priznanja
- 1966: Bellmanpriset (Švedska)
- 1981: Petrarcova nagrada (Nemčija)
- 1990: Mednarodna nagrada Neustadta za književnost (ZDA) [9]
- 1990: Nagrada Nordijskega sveta za književnost, za Za Žive in Mrtve (Nordijske države)
- 1991: Nordijska nagrada Švedske akademije (Švedska)
- 1992: Nagrada Horsta Bieneka za poezijo (Nemčija)
- 1996: Augustpriset, za Sorgegondolen (Švedska)
- 1998: Nagrada Jana Smreka (Slovaška)
- 2003: Zlati venec Struških večerov poezije (Makedonija)
- 2007: Fundacija Griffin, Priznanje za življenjsko delo (Griffinova nagrada za poezijo) (Kanada)
- 2011: Naziv redni Profesor (švedsko: Professors namn), ki mu ga je podelila švedska vlada (Švedska)[10][11]
- 2011: Nobelova nagrada za književnost (Švedska)

### Nobelova nagrada za književnost 2011
Tranströmer je bil leta 2011 razglašen za dobitnika Nobelove nagrado za književnost. Kot 108. nagrajenec je bil prvi Šved od nagrade leta 1974. Tranströmerja so imeli leta dolgo za favorita in že nekaj let so se novinarji na dan objave zbirali pred njegovim domom.  Švedska Akademija je ob razglasitvi dala vedeti, da je bil že od leta 1993 dalje nominiran vsako leto.